# Schwedische Eishockeymeisterschaft 1934
Die Saison 1934 war die 13. Austragung der schwedischen Eishockeymeisterschaft. Meister wurde zum ersten Mal in der Vereinsgeschichte AIK Solna.

## Meisterschaft

### Erste Runde
- Karlbergs BK – Södertälje IF 3:1
- Södertälje SK – IK Sture 2:1
- UoIF Matteuspojkarna – IK Hermes 2:0
- Reymersholms IK – IK Göta 5:4
- AIK Solna – Djurgårdens IF 6:1
- Nacka SK – IFK Mariefred 1:0
- IFK Stockholm – Liljanshofs IF 2:1

### Viertelfinale
- AIK Solna – IFK Stockholm 3:0
- Karlbergs BK – UoIF Matteuspojkarna 2:0
- Hammarby IF – Södertälje SK 2:1
- Nacka SK – Reymersholms IK 1:0

### Halbfinale
- AIK Solna – Karlbergs BK 1:0
- Hammarby IF – Nacka SK 1:0

### Finale
- AIK Solna – Hammarby IF 1:0